# Mare Imbrium

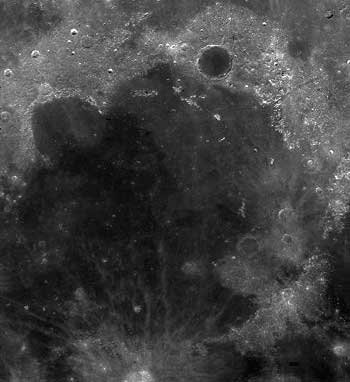
Mare Imbrium

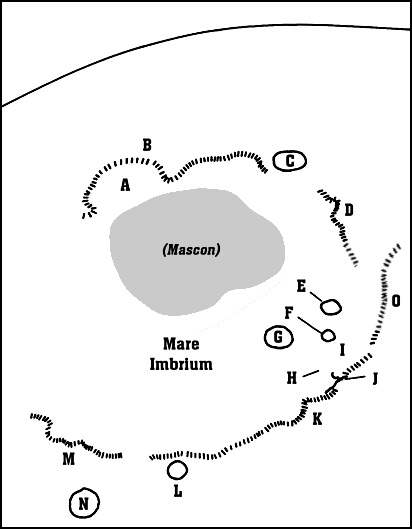
Strukturen am Mare Imbrium:
A – Sinus Iridum (Regenbogenbucht)
B – Montes Jura (Jura-Gebirge)
C – Plato
D – Montes Alpes (Alpen)
E – Aristillus
F – Autolycus
G – Archimedes
H – Palus Putredinis (Sumpf der Fäulnis)
I – Hadley-Rille
J – Apollo-15-Landestelle
K – Montes Apenninus (Apenninen)
L – Erathostenes
M – Montes Carpatus (Karpaten)
N – Copernicus
O – Montes Caucasus (Kaukasus)

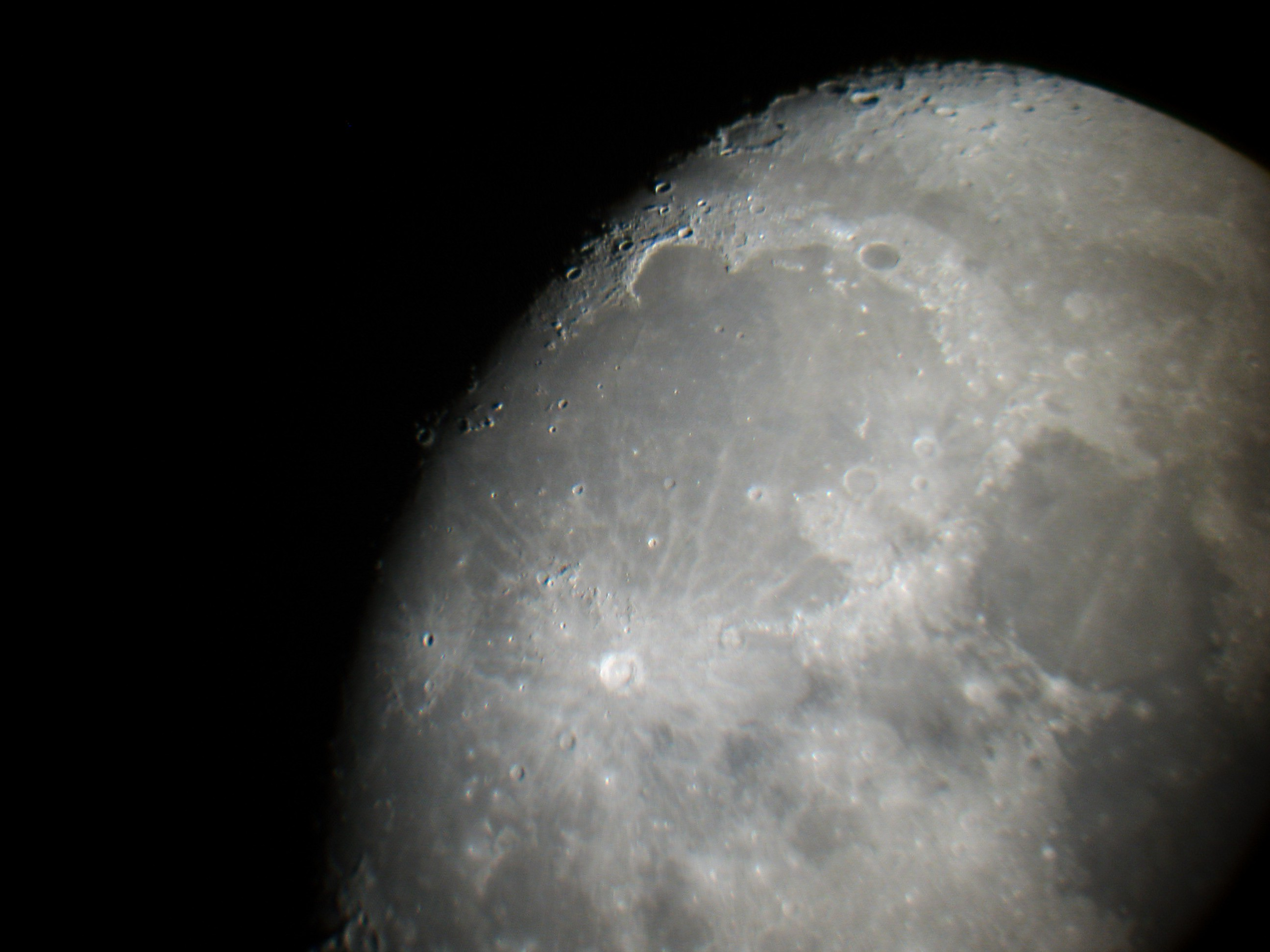
Das Mare Imbrium mit der Regenbogenbucht und dem Jura-Gebirge durch die Tag-Nacht-Grenze hervorgehoben (Aufnahme von der Erde aus mit einem 150-mm-Teleskop).

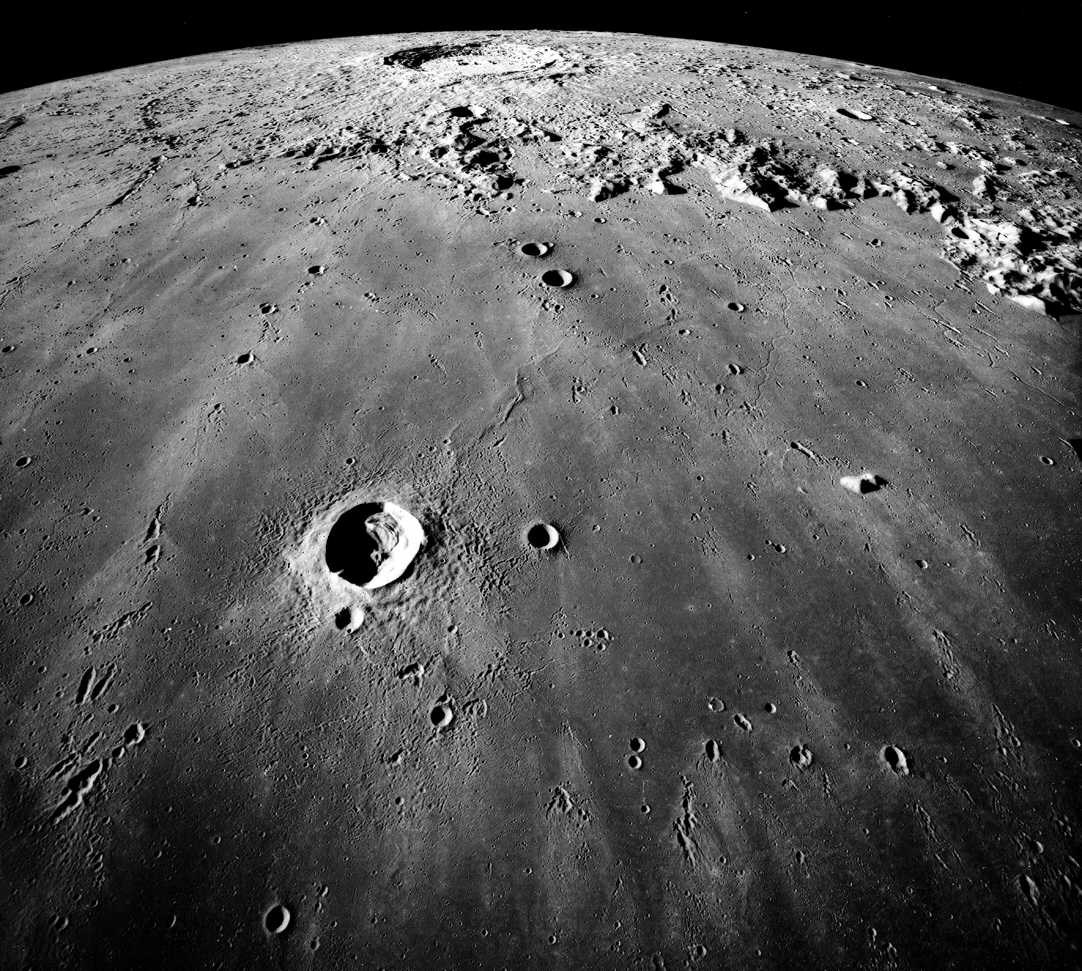
Blick über das südliche Mare Imbrium: Im Vordergrund der Krater Pytheas (20 km Durchmesser), am Horizont der Krater Copernicus (93 km) hinter der Gebirgskette der Karpaten. (Apollo 17, NASA)

Das Mare Imbrium (lateinisch für Meer des Regens oder Regenmeer, da man früher die dunklen Tiefebenen für Meere hielt) ist nach dem Oceanus Procellarum das zweitgrößte Mare des Erdmonds. Das annähernd kreisförmige, basaltgefüllte Becken des Regenmeeres ist durch den vorletzten der wirklich großen, Mare-bildenden Einschläge (Impakts) von Asteroiden während des sogenannten letzten großen Bombardements entstanden; nur das Mare Orientale ist selenologisch jünger. Mit dem Imbrium-Einschlag vor 3,8 bis 3,9 Milliarden Jahren endet auf der lunaren Zeitskala das nektarische Zeitalter, und das imbrische Zeitalter beginnt.
Das Mare Imbrium beherrscht die nördliche Mitte der erdzugewandten Mondseite. Die selenografischen Koordinaten des Mittelpunkts des Regenmeeres werden von der Internationalen Astronomischen Union (IAU) und der United States Geological Survey (USGS) mit 34,72° Nord und 14,91° W, und der Durchmesser mit 1146 Kilometer angegeben. Seine Flächengröße beträgt etwa 830.000 km²; das ist mehr als die doppelte Fläche von Deutschland.

## Umgebung
Im Westen geht die Basaltebene des Mare Imbrium in den Oceanus Procellarum über. Im Nordwesten liegt als „Randmeer“ des Regenmeeres die Regenbogenbucht (Sinus Iridum). Im Norden trennen die Montes Alpes („Mondalpen“) das Regenmeer vom Mare Frigoris. Innerhalb der Alpen liegt am Rand des Regenmeeres der im Durchmesser 101 Kilometer große, mit Basalt gefüllte Krater Plato. Im Osten geht das Mare Imbrium in einem relativ schmalen Bereich zwischen den Enden der zwei Kettengebirge Montes Apenninus und Montes Caucasus in das Mare Serenitatis über. Südwestlich davon liegen am Südostrand des Regenmeeres der „Sumpf der Fäulnis“ (Palus Putredinis) und der 82 Kilometer breite, ebenfalls mit Basalt gefüllte Krater Archimedes. In südlicher Nachbarschaft des Regenmeeres liegen die „Bucht der Mitte“ (Sinus Medii), das Mare Insularum und der 93 Kilometer breite Krater Copernicus.

## Bergketten
Das Imbrium-Becken ist von mindestens drei kreisförmigen, konzentrischen Bergringen geprägt, die durch den Aufprall des Asteroiden entstanden sind. Sie sind aber nicht so gut erhalten wie das fast vollständige Multiringsystem um das Mare Orientale. Der äußere Ring hat einen Durchmesser von rund 1300 Kilometern und teilt sich in unterschiedliche Abschnitte auf: in die Karpaten im Süden, die Apenninen im Südosten und den Kaukasus im Osten. Zusätzlich zu dem Außenring entdeckten im Jahr 1962 William Hartmann und Gerard Kuiper Reste von zwei inneren Ringen. Den mittleren Ring mit einem Durchmesser von rund 1000 Kilometer markieren die Alpen und die Bergregionen an den Kratern Archimedes und Plato sowie an den Montes Jura. Der innere Ring mit einem Durchmesser von rund 700 Kilometer ist zum größten Teil unter Marebasalt begraben. Nur vereinzelte Marerücken und die Bergspitzen Mons La Hire, Montes Recti, Montes Teneriffe, Mons Pico sowie Montes Spitzbergen erheben sich über die Mare-Ebene und formen zusammen mit dem Kap Laplace ein grobes Ringmuster.
Die Apenninenberge bilden die größte Gebirgskette des Mondes und erreichen Höhen von 4 bis 5 Kilometern über die Ebene des Regenmeeres. Zum Verlauf der konzentrischen Ringstrukturen des Beckens haben andere Mondforschern auch alternative Ansichten mit bis zu sechs beteiligten Ringen vorgeschlagen. Warum am großen Apenninenring über weite Strecken – wie beispielsweise am Übergang zum Oceanus Procellarum – markierende Relieferhebungen fehlen, wurde noch nicht herausgefunden.

## Untergrund
Die Lavadecke, die im Imbrium-Becken das Mare Imbrium bildet, ist bis zu fünf Kilometer dick. Im Zentrum unter dem Mare befindet sich eine lunare Massenkonzentration – eine Schwereanomalie, die einem Massenüberschuss von 0,015 bis 0,045 Prozent der Mondmasse entspricht. Sie bewirkt eine Bahnhöhenveränderung für überfliegende Mondsatelliten von ungefähr 60 bis 100 Metern.

## Entstehung
Grove Karl Gilbert bemerkte als erster, dass viele längliche und talähnliche Formationen der Mondoberfläche radial auf das Mare Imbrium ausgerichtet sind. Er schloss daraus auf eine Überformung der ursprünglichen Oberfläche durch einen sehr großen Einschlag, der das Imbrium-Becken schuf und die Umgebung durch das Auswurfmaterial entsprechend veränderte. Für die Gesamtheit der so durch den Imbrium-Impakt geprägten Strukturen führte er in einer Publikation aus dem Jahr 1893 den Begriff „Imbrium Sculpture“ ein.
Im Jahr 1962 beschrieben William Hartmann und Gerard Kuiper in der Zeitschrift „Communications of the Lunar and Planetary Laboratory“ ebenfalls die Entstehung des Imbrium-Beckens durch einen Einschlag. Der Impakt, der das Regenmeer hervorbrachte, war der zweitgrößte in der Mondgeschichte. Seine kinetische Energie in der Größenordnung von 1027 Joule war so groß, dass bereits eine hundertfach größere Energie ausgereicht hätte, um den Mond vollständig zu zertrümmern. Der Einschlag formte über die drei Bergringe hinaus ein umfassendes Muster von radialen und konzentrischen Verwerfungen um den Einschlagkrater. Zu diesem Muster zählen auch tiefe Rillen, von denen man annimmt, dass sie durch Material in den Mondboden gepflügt wurden, das beim Einschlag in flachem Winkel herausgeschleudert wurde. Am gegenüberliegenden Ort auf der Mondrückseite, im Fokus der dort zusammenlaufenden seismischen Wellen, liegt ein chaotisches Terrain. Der Zusammenhang mit dem Imbrium-Einschlag wird durch Computersimulationen bestätigt, nach denen dieses Gebiet durch die Einschlagswirkung um 10 Meter hochgerissen wurde.
In einem Zeitabschnitt von vor 3,7 bis vor 3,2 Milliarden Jahren füllte sich das Becken über Bodenspalten mit Lava aus dem Magma des Mondinneren, so dass die heute sichtbare basaltische Mare-Ebene mit maximal 100 Metern Höhenunterschied und der charakteristischen dunklen Färbung entstand. Der größte Teil der vorliegenden Basaltoberfläche ist vor etwa 3,3 Milliarden Jahren entstanden.

## Raumfahrtmissionen
Zwischen den Kratern Archimedes und Autolycus, etwas näher an Autolycus, befindet sich der Einschlagort der sowjetischen Sonde Lunik 2, die am 13. September 1959 als erstes vom Menschen geschaffene Objekt den Mond erreichte.
Am 31. Juli 1971 landete die bemannte US-amerikanische Mission Apollo 15 für zwei Tage neben der Hadley-Rille am Fuße der Hadley-Apenninen, wo sich auch Spuren des Asteroideneinschlags auffinden lassen sollten. Anhand der gefundenen Brekzien und weiterer Impaktgesteine konnte das genaue Alter des Imbrium-Beckens bestimmt werden. Wie auch bei den Apollo-Missionen 12, 14 und 16 wurde eine autonome Basisstation mit Experimenten (ALSEP) auf der Mondoberfläche installiert. Sie war unter anderem mit einem Seismometer bestückt, das wertvolle Daten liefern konnte, auch über seismische Aktivitäten am Rande des Regenmeeres.
Das Mare Imbrium wurde in seiner entgegengesetzten, nordwestlichen Randregion vom 17. November 1970 bis zum 4. Oktober 1971 von sowjetischer Seite durch den unbemannten, von der Erde aus gesteuerten Mondrover Lunochod 1 erforscht. Das „Mond-Mobil“ fuhr etwa 10,5 Kilometer durch die Mare-Ebene und lieferte neben einer großen Zahl von Bildern vor allem Daten über die physikalischen Eigenschaften des örtlichen Regoliths.
Am 14. Dezember 2013 landete die chinesische Raumsonde Chang’e-3 im Norden des Mares, östlich des Sinus Iridum. Sie hatte den Rover Yutu abgesetzt, der insgesamt 114 Meter zurücklegen konnte. Die Landestelle erhielt am 5. Oktober 2015 offiziell den Namen Guang Han Gong, nach dem Mondpalast in der chinesischen Mythologie, in dem die Mondgöttin Chang’e und ihr Begleiter Yutu leben.

## Name
Die Bezeichnung Mare Imbrium wurde erstmals von Giovanni Riccioli 1651 verwendet. In den folgenden Jahrhunderten waren auch die Namen Mare Austriacum (nach Michael Florent van Langren, genannt Langrenus, 1645) und Lacus Marinus (nach Johannes Hevelius) in Gebrauch. Erst im 19. Jahrhundert setzte sich für die Mondstrukturen die Benennung nach Riccioli durch, und die Bezeichnung Mare Imbrium wurde von der IAU 1935 als offizielle Bezeichnung bestätigt. Mit der Namensgebung der Mare im Einzelnen hielt Riccioli den damaligen Volksglauben fest, der den verschiedenen dunklen Flecken während ihrer Beleuchtungsphasen einen speziellen Einfluss auf das Wetter zuschrieb.